# Новедрате
Новедрате (італ. Novedrate) — муніципалітет в Італії, у регіоні Ломбардія, провінція Комо.
Новедрате розташоване на відстані близько 510 км на північний захід від Рима, 27 км на північ від Мілана, 14 км на південь від Комо.
Населення — 2913 осіб (2014).

## Демографія
Населення за роками:

Станом на 1 січня 2023 року в муніципалітеті офіційно проживали 224 іноземці з 30 країн, серед них 47 громадян країн Євросоюзу та 19 громадян України.

## Сусідні муніципалітети
- Каримате
- Фіджино-Серенца
- Лентате-суль-Севезо
- Маріано-Коменсе